# Kaposvári Tekergő
A Kaposvári Tekergő Kaposvár kerékpármegosztó rendszere (közbringarendszere). Először 2015-ben kezdte meg működését mindössze négy állomással, 26 kerékpárral és 6 rollerrel, később ideiglenesen megszűnt, majd az állomások számát 18-ra, a kerékpárokét 170-re bővítették. Az új rendszer 2024. április 5-től használható.

## Története
A Kaposvári Tekergőt a Public Bike System Hungary Kft. alakította ki egy közel 50 millió forintos beruházás során, a szükséges helyet Kaposvár önkormányzatától kapták. A rendszert 2015. október 27-én adták át. Az, hogy a járművek elektromos rásegítéssel rendelkeznek, ezáltal a lejtős utcákon felfelé is jóval könnyebb a tekerés, a rendszer átadásakor Magyarországon egyedülálló volt, és szintén újdonságot jelentett, hogy a Tekergőhöz hat elektromos roller is tartozik.
2019 elején, amikor már biztossá vált, hogy új, a korábbinál sokkal bővebb rendszer épül, a vállalkozó megszüntette a kiépített állomásokat, így néhány évig a Kaposvári Tekergő nem volt használható. Az új rendszer állomásait 2022-ben alakították ki, és ekkor szerezték be az új járműveket, amelyek sárga színéről korábban lakossági szavazás döntött. A tesztüzem 2022 őszén kezdődött, de a végleges üzembe helyezés csak 2024-ben érkezett el.

## Használata

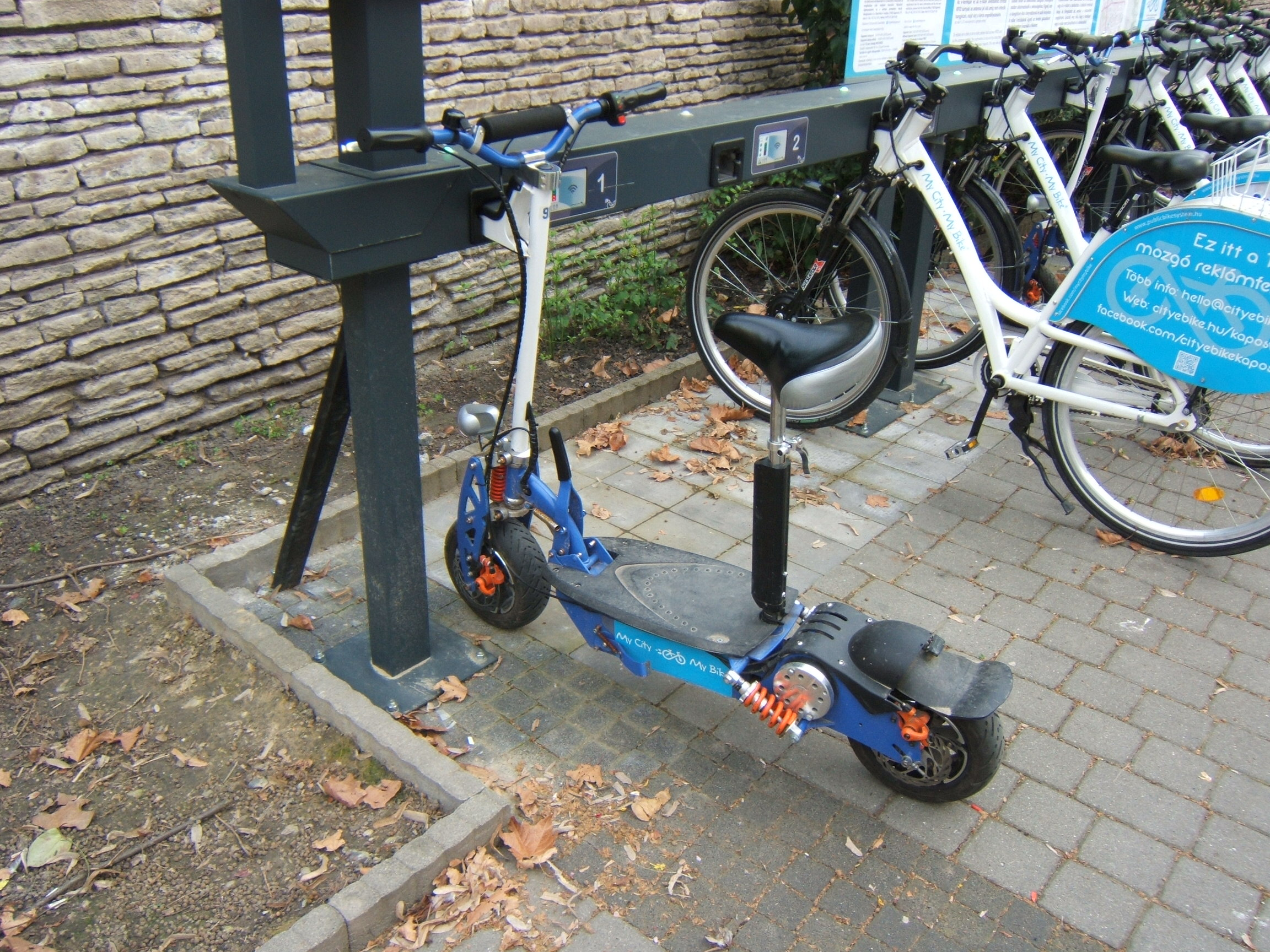
Kölcsönözhető roller a régi rendszerben

### Régi rendszer (2015–2019)
A rendszer kezdetben csak a Fő utcai Tourinform irodában vásárolt kártyával volt használható, de 2016 elején bővítették a lehetőségeket: helyi lakosok számára bevezették az új típusú, a városban mindenféle kedvezményeket biztosító Kaposvár Kártyát, amelyre 4635 forintért fel lehet tölteni 3650 „kártyapontot”, amellyel a Kaposvári Tekergő is egy évig volt használható. Az igénybevétel legfeljebb fél órás használat esetén nem került pontokba, fél óra után viszont minden megkezdett 30 perc ára 50 kártyapont volt. Az egyenleget év közben is újra lehetett tölteni. Akinek az állandó lakcíme nem volt kaposvári, de a városban dolgozott, 5715 forintért vásárolhatott éves kártyát, illetve az ide érkező turisták a Tourinform irodában és a Deseda melletti Fekete István Látogatóközpontnál 1905 forintért is beszerezhettek 3 óráig érvényes turistakártyát.
A kártyát csak hozzá kellett érinteni a dokkolóban található olvasóhoz, és néhány másodperc múlva már el is volt vihető a jármű, indulás előtt csak az ülés magasságát kellett beállítani. Az akkumulátor töltöttségét a dokkolóban látható lámpa jelezte: a kerékpár vagy roller csak zöld fény esetén volt használható. Visszatételkor arra kellett figyelni, hogy a tároló kattanjon és fényjelzést is adjon arról, hogy a jármű helyes pozícióban lett behelyezve.

### Új rendszer (2024–)
A kerékpárokhoz kétféleképpen lehet hozzáférni. Az első módszer egy telefonos alkalmazás, amelyet le kell tölteni, regisztrálni kell, majd a bankkártyás fizetés után be kell olvasni a járművön található QR-kódot. A másik lehetőség csak a Virágfürdőnél és a vasútállomásnál érhető el: itt az állomáson kihelyezett terminálon keresztül is lehet fizetni, szintén bankkártyával.
A bérlés automatikusan lezáródik, ha a kerékpárt visszahelyezzük a dokkolóba. Ha nincs szabad hely, vagy a szabad dokkolók valamilyen hiba miatt nem működnek, akkor a járművet egyszerűen ott kell hagyni az állomáson dokkolás nélkül, a bérlést pedig a telefonos alkalmazáson keresztül kell lezárni. Ugyanitt lehetőség van használat közbeni blokkolásra is (például ha bemegyünk egy üzletbe, a kerékpárt pedig kint hagyjuk előtte).
A kerékpárokon található kijelző a jármű akkumulátorának töltöttségét és a pillanatnyi haladási sebességet is mutatja. Sík terepen 25, lejtőn pedig 38 km/h a legnagyobb elérhető sebesség: a 38-at átlépve a beépített elektronika azonnal fékezni kezd. A bicikliken egy telefontartót is elhelyeztek, ami vezeték nélküli töltővel is rendelkezik, így az arra alkalmas készülékek menet közben töltődnek.

## Állomások
| Építés éve | Állomás helye                                                                                         |
| ---------- | --- |
| 2015       | A Kossuth tér északi része, a Zárda utca kezdete                                                      |
| 2015       | A Honvéd utca és a 48-as Ifjúság útjának kereszteződése, a szolgáltatóház mellett, a Sávház közelében |
| 2015       | A Kaposvár Aréna és a sportcsarnok mellett                                                            |
| 2015       | A Deseda partján levő Fekete István Látogatóközpont mellett                                           |
| 2022       | A vasútállomás mellett                                                                                |
| 2022       | Noszlopy Gáspár utca – Újpiac tér                                                                     |
| 2022       | Széchenyi tér                                                                                         |
| 2022       | Bethlen tér – Petőfi utca                                                                             |
| 2022       | A kórház déli tömbje, Bajcsy-Zsilinszky utca                                                          |
| 2022       | Városliget, Kaposváry György utca                                                                     |
| 2022       | Berzsenyi park, Szent Imre utca                                                                       |
| 2022       | Füredi út – Béke utca                                                                                 |
| 2022       | Honvéd utca – Arany János utca, kispiac                                                               |
| 2022       | Róma-villa, Rómahegy                                                                                  |
| 2022       | Virágfürdő, Csik Ferenc sétány                                                                        |
| 2022       | Cseri út (a Cseri parknál), Kapos Holding                                                             |
| 2022       | Füredi út – Nagyszeben utca (Kinizsi-lakótelep)                                                       |
| 2022       | Izzó utca (Videoton)                                                                                  |